# Комсомолец (Татарстан)
Комсомолец — посёлок в Тукаевском районе Татарстана. Административный центр и единственный населенный пункт Комсомольского сельского поселения.

## География
Находится приблизительно в 15 км к югу от жилых массивов города Набережные Челны.

## История
Основан в 1930 году. В основном на месте будущего посёлка поселилась молодёжь из деревень Князево, Елизаветенка, Казыли, Останоково и др. Первым жильем стали деревянные бараки, избы.
Были отстроены два кирпичных 2-х этажных здания, магазин, хлебопекарня, медпункт.
Контора совхоза имела два этажа в бывшем купеческом доме. На первом этаже располагалась начальная школа. В 1985 году образован Комсомольский сельский Совет.
В 1989 году построен фельдшерско-акушерский пункт, школа.
В 1996 году совхоз преобразован в общество с ограниченной ответственностью, обладающим статусом юридического лица с правом самостоятельного планирования и ведения хозяйства.
В 1996 году агропромышленный комплекс КамАЗа преобразован в закрытое акционерное общество «КамАЗ-Агро».
В 1999 году сдали в эксплуатацию клуб, библиотеку.
В 2006 году — строительство свинокомплекса ООО «Камский Бекон».

## Население
| 2012 | 2013 | 2014 | 2015 | 2016 | 2017 |
| ---- | ---- | ---- | ---- | ---- | ---- |
| 903  | ↗909 | ↗936 | →936 | ↗971 | ↗982 |

Постоянных жителей было: в 1938—394, в 1958—285, в 1970—267, в 1979—144, в 1989—611, 709 в 2002 году (татары 51 %, русские 42 %), 879 в 2010.

## Инфраструктура
В поселке имеется средняя школа, клуб, библиотека.